# Julen Lopetegui
Julen Lopetegui Argote (* 28. srpna 1966 Asteasu) je bývalý španělský profesionální fotbalový brankář a později fotbalový trenér baskického původu, který působil jako hlavní trenér španělského klubu Sevilla FC, se kterým získal mnoho úspěchů. Naposledy působil jako hlavní trenér anglického celku Wolverhampton Wanderers FC. Pracoval i jako fotbalový skaut a televizní komentátor. Naposledy byl hlavním trenérem West Ham United FC.

## Klubová kariéra
Lopetegui hrál ve své kariéře za španělské týmy Real Madrid Castilla, Real Madrid, UD Las Palmas, CD Logroñés, FC Barcelona a Rayo Vallecano.

## Reprezentační kariéra
Julen Lopetegui reprezentoval Španělsko v kategorii U21.
V A-mužstvu Španělska přezdívaném La Furia Roja debutoval 23. 3. 1994 ve Valencii v přátelském zápase proti týmu Chorvatska (prohra 0:2). Byl to jeho jediný start v seniorské reprezentaci. Jako třetí brankář byl v kádru španělské reprezentace na MS 1994 v USA.

## Trenérská kariéra

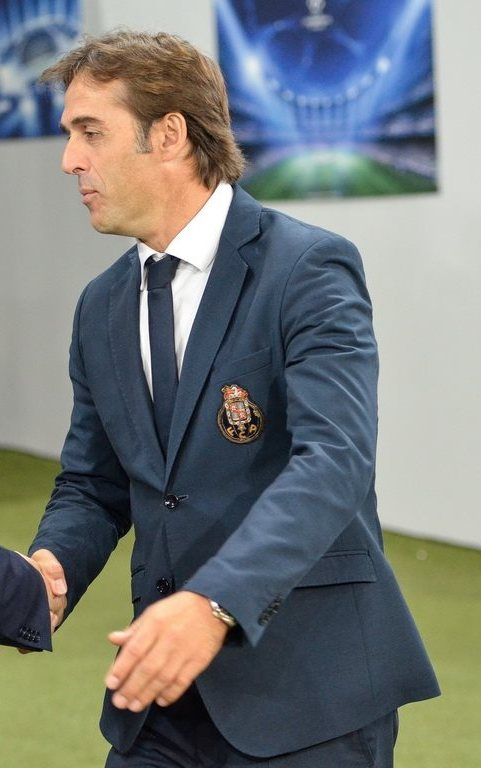
Julen Lopetegui v září 2014 jako kouč portugalského klubu FC Porto

Na začátku trenérské dráhy v roce 2003 vedl Rayo Vallecano, po 10 zápasech byl vyhozen a druholigové Rayo sestoupilo o úroveň níž. V letech 2008–2009 koučoval Real Madrid Castilla (rezervní tým Realu Madrid).
Poté vedl španělské mládežnické reprezentace U19, U20 a U21. S týmem do 19 let získal zlaté medaile na Mistrovství Evropy hráčů do 19 let 2012 v Estonsku.

S týmem U21 byl úspěšný i na Mistrovství Evropy hráčů do 21 let v Izraeli, kde Španělé získali zlaté medaile po finálové výhře 4:2 nad Itálií.
V červnu 2014 se stal hlavním koučem portugalského klubu FC Porto. Působil zde do ledna 2016, nepříliš úspěšně, neboť FC Porto pod jeho vedením nezískalo žádnou trofej.
V červenci 2016 se stal hlavním trenérem reprezentačního A-mužstva Španělska, tým převzal po Vicente del Bosquem.
Den před zahájením mistrovství světa v Rusku, na které se reprezentace Španělska kvalifikovala, byl z funkce odvolán kvůli podpisu smlouvy s klubem Real Madrid.